# Uroctonites montereus
Espèce
Synonymes
- Uroctonus montereus Gertsch & Soleglad, 1972

Uroctonites montereus est une espèce de scorpions de la famille des Vaejovidae.

## Distribution
Cette espèce est endémique de Californie aux États-Unis. Elle se rencontre de San Francisco à Los Angeles.

## Description
La femelle holotype mesure 30,8 mm et le mâle paratype 30,8 mm.

## Systématique et taxinomie
Cette espèce a été décrite sous le protonyme Uroctonus montereus par Gertsch et Soleglad en 1972. Elle est placée dans le genre Vaejovis par Stahnke en 1974 puis dans le genre Uroctonites par William et Savary en 1991.

## Étymologie
Son nom d'espèce lui a été donné en référence au lieu de sa découverte, le comté de Monterey.

## Publication originale
- Gertsch & Soleglad, 1972 : « Studies of North American scorpions of the genera Uroctonus and Vejovis. » Bulletin of the American Museum of Natural History, no 148, p. 549–608 (texte intégral).